# Ravninska krivulja
Ravninska krivulja je krivulja v evklidski ravnini. Najbolj pogosto proučevane so gladke ravninske krivulje in alagebrske ravninske krivulje.
Gladka ravninska krivulja je krivulja v realni evklidski ravnini {\displaystyle \mathbb {R} ^{2}\,}. Je gladka mnogoterost. Lokalno se jo lahko poda z enačbo {\displaystyle f(x,y)=0\,}, kjer je {\displaystyle f:\mathbb {R} ^{2}\to \mathbb {R} \,} gladka funkcija, pri tem pa parcialna odvoda {\displaystyle {\frac {\partial f}{\partial x}}\,} in {\displaystyle {\frac {\partial f}{\partial y}}\,} nista enaka nič. To pomeni, da ravninska krivulja lokalno izgleda kot premica s spremembami koordinat. To se lahko pove tudi tako, da je ravninska krivulja vrsta krivulje, ki leži v samo eni ravnini.  
Algebrska ravninska krivulja je krivulja v afini ali projektivni ravnini in podana s polinomom {\displaystyle f(x,y)=0\,} ali z {\displaystyle f(x,y,z)=0\,} kjer je {\displaystyle f\,} homogeni polinom.
Algebrske krivulje so temeljito raziskovali vse od 18. do 20. stoletja. S proučevanjem sta pričela že angleški fizik, matematik, astronom, filozof, ezoterik in alkimist Isaac Newton (1943 – 1727) in nemški matematik Bernhard Riemann (1826 – 1866). Veliko so prispevali k razvoju algebrskih krivulj še norveški matematik Niels Henrik Abel (1802 – 1829), francoski matematik in filozof Jules Henri Poincaré (1854 – 1912) ter nemški matematik Max Noether (1844 – 1921).

## Zgledi
| ime       | implicitna enačba                                               | parametrična enačba                            | kot funkcija            | graf     |
| --------- | --------------------------------------------------------------- | ---------------------------------------------- | ----------------------- | -------- |
| premica   | {\displaystyle ax+by=c}                                         | {\displaystyle (x_{0}+\alpha t,y_{0}+\beta t)} | {\displaystyle y=mx+c}  |          |
| krožnica  | {\displaystyle x^{2}+y^{2}=r^{2}}                               | {\displaystyle (r\cos t,r\sin t)}              |                         | framless |
| parabola  | {\displaystyle y-x^{2}=0}                                       | {\displaystyle (t,t^{2})}                      | {\displaystyle y=x^{2}} |          |
| elipsa    | {\displaystyle {\frac {x^{2}}{a^{2}}}+{\frac {y^{2}}{b^{2}}}=1} | {\displaystyle (a\cos t,b\sin t)}              |                         | framless |
| hiperbola | {\displaystyle {\frac {x^{2}}{a^{2}}}-{\frac {y^{2}}{b^{2}}}=1} | {\displaystyle (a\cosh t,b\sinh t)}            |                         |          |